# Multinationales Kommando Operative Führung
Das Multinationale Kommando Operative Führung (MN KdoOpFü; englisch Multinational Joint Headquarters Ulm – MN JHQ Ulm) ist seit dem Jahre 2013 eine Dienststelle der Bundeswehr mit Sitz in Ulm. Es stellt Personal und Material zur Planung und Führung multinationaler Einsätze der Land-, Luft- und Seestreitkräfte der Europäischen Union und der NATO in einem Spektrum von humanitären und friedenssichernden Operationen bis hin zu Kampfeinsätzen. Das Kommando ist in der Wilhelmsburg-Kaserne untergebracht.

## Geschichte
Das Multinationale Kommando Operative Führung ging im Juli 2013 aus dem Kommando Operative Führung Eingreifkräfte hervor. Ab Aufstellung war es dem Kommando Streitkräftebasis unterstellt.
Bereits mit der im April 2017 durchgeführten Übung „Steadfast Cobalt“ in Kaunas in Litauen begannen die Vorbereitungen des Multinationalen Kommandos Operative Führung aus Ulm auf die NATO-Zertifizierung im Mai 2018. Während der Übung „Trident Jaguar 2018“ im Joint Warfare Centre (JWC) in Stavanger in Norwegen an der 500 Soldaten teilnahmen, wurde dann die Fähigkeitsbescheinigung erteilt, multinationale und teilstreitkraftübergreifende Einsätze zu planen und zu führen. Als Joint Taskforce Headquarters ist das Multinationale Kommando Operative Führung dann für ein Jahr in Rufbereitschaft, um im Krisenfall weltweit NATO-Kräfte mit bis zu 60.000 Soldaten zu führen.
2022 wechselte die Unterstellung zum Territorialen Führungskommando der Bundeswehr und am 1. Oktober 2024 zurück zum Kommando Streitkräftebasis. Zum 1. April 2025 soll es zum Unterstützungsbereich wechseln.

## Hintergrund
Zur weltweiten Krisenintervention kann die EU im Rahmen der Gemeinsamen Sicherheits- und Verteidigungspolitik (GSVP) auf Streitkräfte ihrer Mitgliedsländer mit einer Stärke von bis zu 60.000 Soldaten zurückgreifen. Deutschland hat sich dabei zu einem Beitrag von bis zu 18.000 Soldaten und zur Führung dieser Kräfte verpflichtet.

## Aufgaben
Mit dem Ulmer Kommando stellt die Bundeswehr Personal und Material für ein Hauptquartier bereit, das im Bedarfsfall innerhalb kürzester Zeit militärische Operationen führen kann. Für Einsätze im Rahmen der GSVP, zum Beispiel bei einer Aktivierung einer EU Battlegroup (EU BG), kann das Kommando dabei sowohl auf militärstrategischer Ebene als Operation Headquarters (OHQ), als auch auf operativer Ebene als Force Headquarters (FHQ) eingesetzt werden.

### Einsatz als Operation Headquarters (OHQ)
Ein OHQ untersteht für den Einsatz direkt dem entsprechenden politischen Führungsgremium der EU, dem Politischen und Sicherheitspolitischen Komitee (PSK). Die Aufgabe als OHQ besteht primär darin, die Vorgaben der Politik in militärische Weisungen und Aufträge umzusetzen. Eine Vorgabe kann zum Beispiel die Sicherung einer Wahl in einem Staat sein. Das OHQ übersetzt diese politische Forderung in ein militärisches Gesamtkonzept und identifiziert die dazu notwendigen Kräfte. So wurde zum Beispiel die EU-Mission im Kongo (EUFOR RD Congo) vom durch Deutschland gestellten OHQ in Potsdam aus geführt.
In einem Einsatz greift es auf die ortsfeste Infrastruktur in der Henning-von-Tresckow-Kaserne bei Potsdam, in welcher auch das Einsatzführungskommando der Bundeswehr liegt, zurück. Dort sind notwendige Einrichtungen wie etwa eine Operationszentrale mit Satellitenverbindungen zur weltweiten Kommunikation vorhanden. Neben dem designierten Personal des Ulmer Kommandos werden Verstärkungskräfte anderer EU-Staaten hinzugezogen. Die Personalstärke des OHQ ist von Art und Umfang der Mission abhängig.

### Einsatz als Force Headquarters (FHQ)

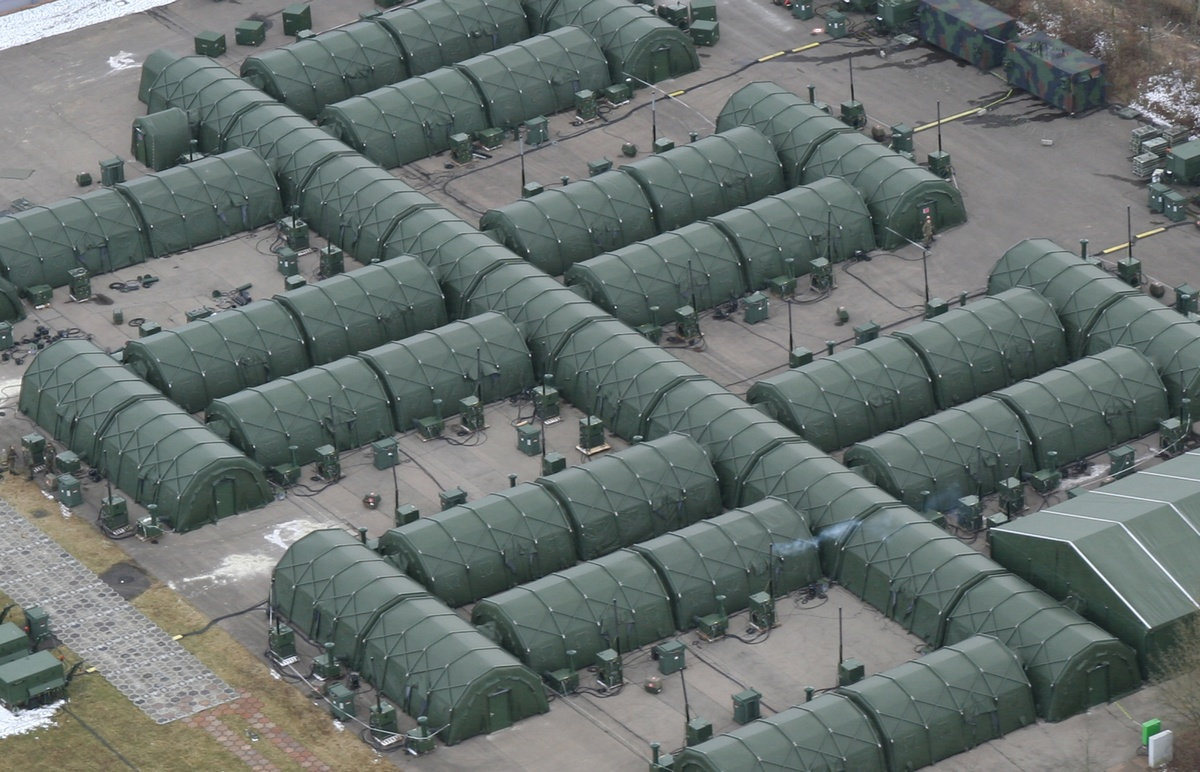
Das Force Headquarters (FHQ) des KdoOpFüEingrKr in Modulbauweise aus Zelten während einer Übung

Die Aufgabe als Force Headquarters (FHQ) auf operativer Ebene bedeutet, dass die strategischen, militärpolitischen Vorgaben in konkrete Befehle und Planungen für die ausführenden Streitkräfte umgesetzt werden. Das FHQ führt im äußersten Fall Truppen bis zu einer Gesamtstärke von 60.000 Mann. Diese werden je nach Art des Einsatzes modular zusammengestellt und können Land-, Luft-, Seestreitkräfte sowie Spezialkräfte umfassen.
Das FHQ verlegt in das Einsatzland beziehungsweise in dessen Nähe, um von dort die Kräfte zu führen. Für den Gefechtsstand werden luftverlastbare Zelte vorgehalten.
Das Kommando bindet bei seinen Übungen bereits frühzeitig auch andere Akteure, wie Polizeikräfte sowie Mitarbeiter staatlicher wie nicht-staatlicher Organisationen mit ein.

### Einsatz als Joint Support and Enabling Command (JSEC)
Mit dem Beschluss der NATO-Verteidigungsminister im Juni 2018, das neue JSEC in Deutschland anzusiedeln, begannen in Ulm die Vorbereitungen hierzu. Das Joint Support and Enabling Command (JSEC) übernimmt neben der Logistik auch die Verantwortung für Ausbildung, Führung, Übung und Schutz für die NATO. Am 8. September 2021 wurde die vollständige Einsatzbefähigung erreicht.

## Organisation
Das MN KdoOpFü untersteht dem Befehlshaber des Territorialen Führungskommandos der Bundeswehr, im Einsatz direkt den Führungsebenen der EU bzw. NATO sowie für rein nationale Einsätze dem Einsatzführungskommando der Bundeswehr.
Geführt wird das MN KdoOpFü von einem Befehlshaber im Dienstgrad Generalleutnant. Er wird unterstützt durch einen Stab mit rund 450 Dienstposten, von denen 170 für multinationale Soldaten offenstehen. Im Dezember 2016 gehörten Angehörige aller Teilstreitkräfte aus 13 Nationen dem Kommando an. Für den Einsatz und bei Übungen werden modular multinationale Truppenteile unterstellt. Arbeitssprache ist Englisch. Dauerhaft untersteht dem MN KdoOpFü ein Unterstützungsverband mit rund 340 Soldaten.

## Befehlshaber
| Nr. | Name                                | Beginn der Berufung | Ende der Berufung  |
| --- | ----------------------------------- | ------------------- | ------------------ |
| 1   | Generalleutnant Richard Roßmanith   | 2. Juli 2013        | 30. Januar 2018    |
| 2   | Generalleutnant Jürgen Knappe       | 30. Januar 2018     | 17. März 2022      |
| 3   | Generalleutnant Alexander Sollfrank | 17. März 2022       | 30. September 2024 |
| 4   | Generalleutnant Kai Rohrschneider   | 1. Oktober 2024     |                    |

## Patenschaften
- Historische Bürgerwache Ehingen
- Kellmünz